# مؤسسة باركنسون
مؤسسة باركنسون (بالإنجليزية: Parkinson's Foundation)‏ هي منظمة قومية تُموِّل الأبحاث العلمية، وتُوفِّر الموارد التعليمية لمرضى باركنسون ومقدمي الرعاية. تأسست المؤسسة في عام 2016 بعد دمج مؤسسة باركنسون القومية مع مؤسسة مرض باركنسون. تقع مقرات المؤسسة الرئيسة في ميامي ومدينة نيويورك.